# Kultur i Colombia
Den colombianska kulturen kan spåras tillbaka till 1600-talets spanska kultur. Spanjorerna införde katolisism, slavar och det feodala som gynnade europeiska vita medborgare.

## Kultur och traditioner

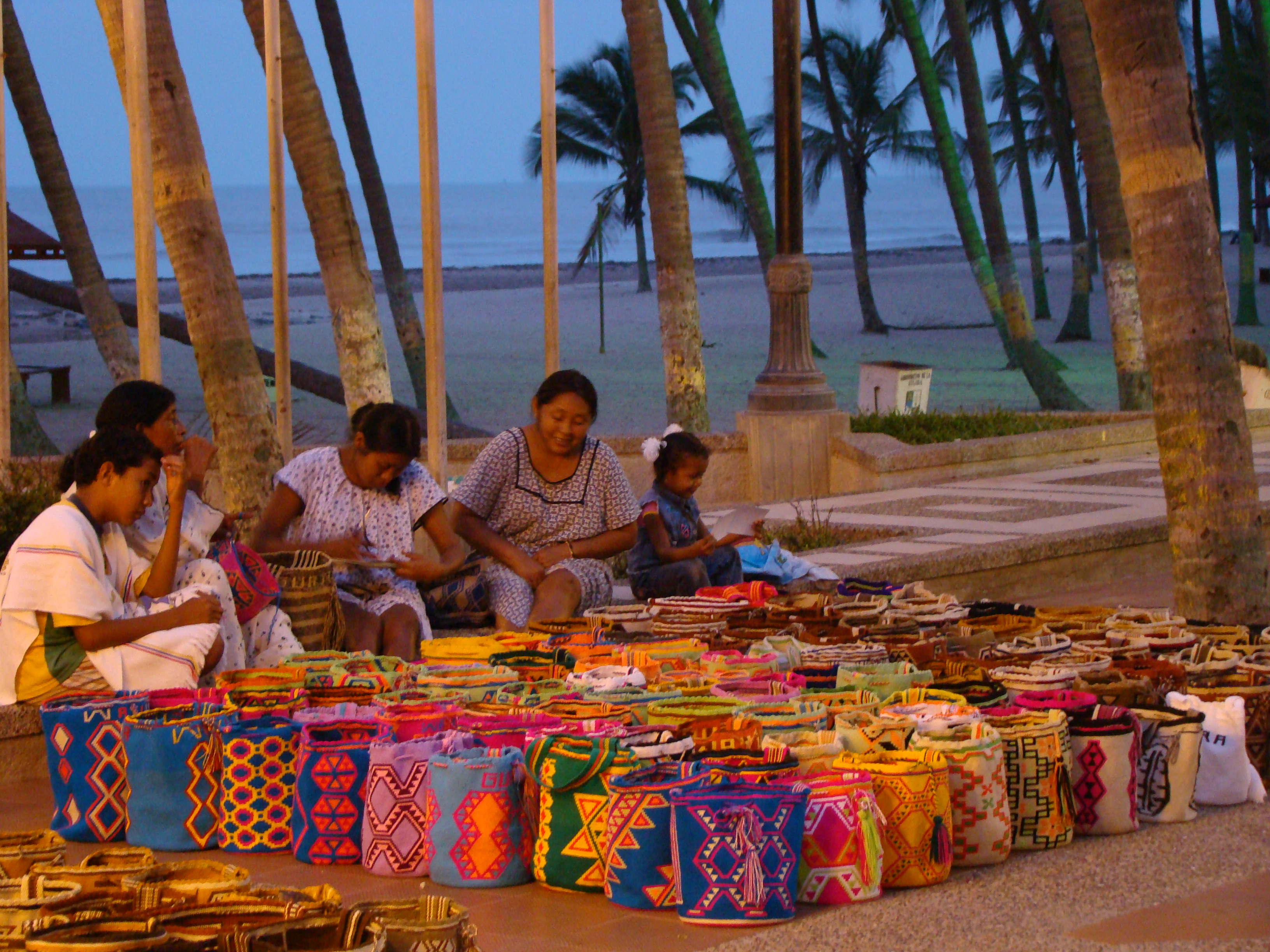
Camellón och mochilor.

### Konsthantverk
Korgarbeten av olika slag är vanligt i Colombia. Choloindianerna flätar korgar av fibrer från palmblad; korgar som är så tätt flätade att man kan förvara drycker i dem. Kaffeplockarna bär flätade hattar och använder speciella korgar som tillverkas för hand i provinsen Quindió.
På den kyliga och regniga högplatån är ponchon ett vanligt klädesplagg. Den håller kroppen varm och tyget är filtat för att klara vätan. Guajíindianerna knyter de finaste hängmattorna av färgad och tvinnad bomullstråd.
Många colombianer bär den traditionella axelväskan – mochilan – som är tillverkad av naturfärgad ull eller fibrer från agave. För indianfolk i Sierra Nevada de Santa Marta, vilka tillverkat dessa mochilor sedan urminnes tid, symboliserar mönstret det heligaste av allt Pachamama.

### Musik och dans
Colombias nationaldans är cumbia, en dans från områdena kring Cartagena och som fångar Colombias kulturer i ett, med afrikanska trummor, indianska flöjter och mer europeiska drag i klädsel och dans. Förutom cumbia dansar man flera latinamerikanska danser från andra länder, som merengue, bachata och salsa. Speciellt salsan har Colombia gjort lite till sin egen, genom att utveckla en stil som för ett tränat öra är hörbart skild från den kubanska salsan.
Sångerskan Shakira kommer från Colombia. Också Juanes, en duktig sångare och gitarrist, kommer från Colombia.

### Karnevaler
Vid kusten i norr firas varje år stora karnevaler i februari. Karnevalen i Carnaval de Barranquilla brukar ha det största karnevalståget och den mesta musiken. Centralfiguren är Joselito Carnaval, vars ståtliga begravning avslutar fyra dagars festande.

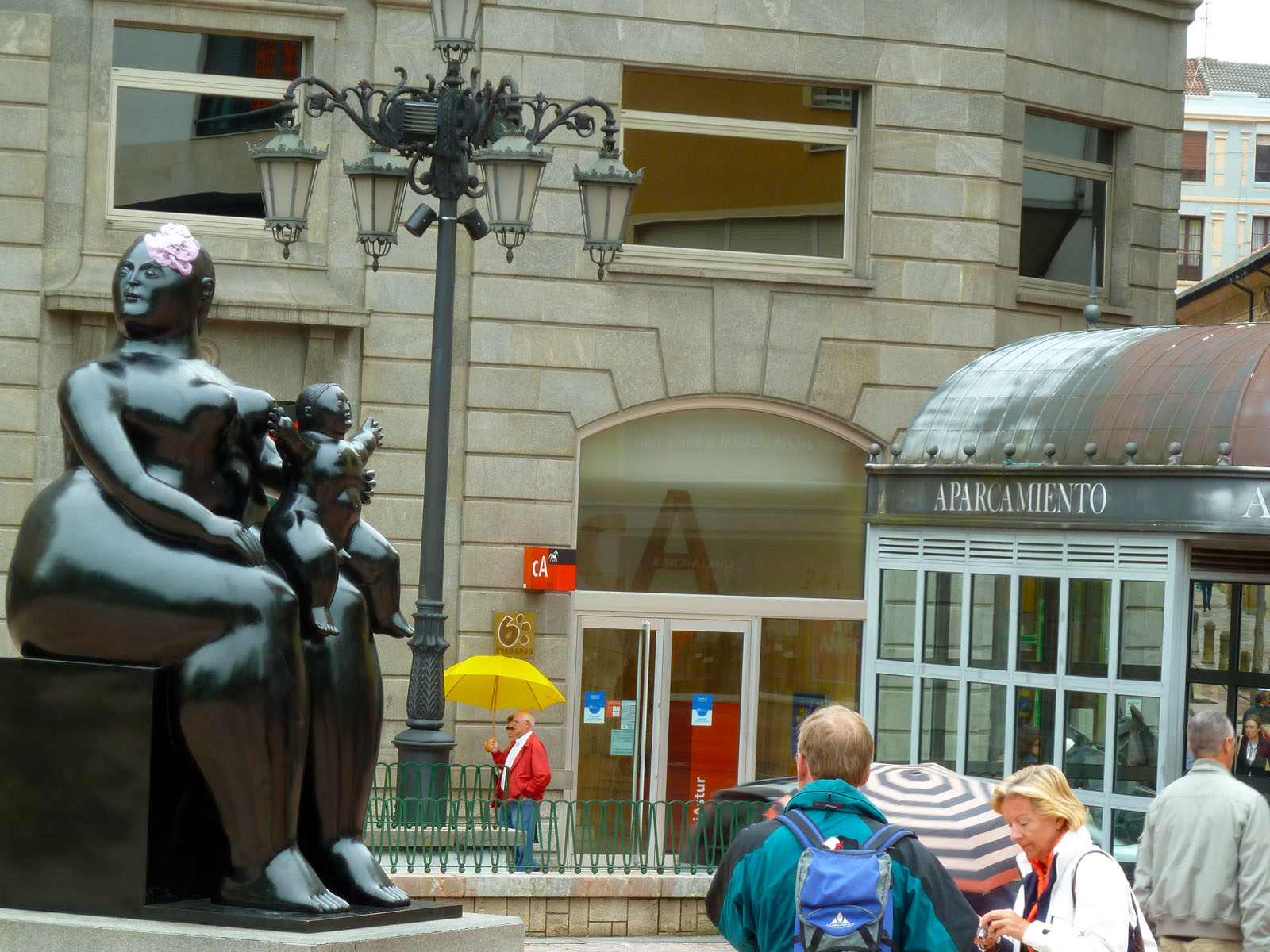
Skulpturen La Maternidad av Fernando Botero.

## Konst och medier

### Film
Colombiansk film var sen i starten, men har blivit stor på spansktalande filmer. Filmfestivaler arrangeras i många städer i Colombia. Den mest kända är Colombia Film Festival som hålls i Cartagena sedan 1959 och Bogota Film Festival som hålls sedan 1984.

### Bildkonst
Fernando Botero är Colombias mest kände konstnär, född 1932 i Medellín. Han började måla vardagsscener och hade sin första utställning i Bogota 1957. År 1973 flyttade han till Paris och blev skulptör.  Hans statyer finns i många städer i Colombia och i New York, Chicago och Europa.
Alejandro Obregón (1920–1992) var ledande inom den radikala, moderna konsten. Han var känd för bland annat en muralmålning på nio gånger sex meter på en husfasad i Barranquilla.

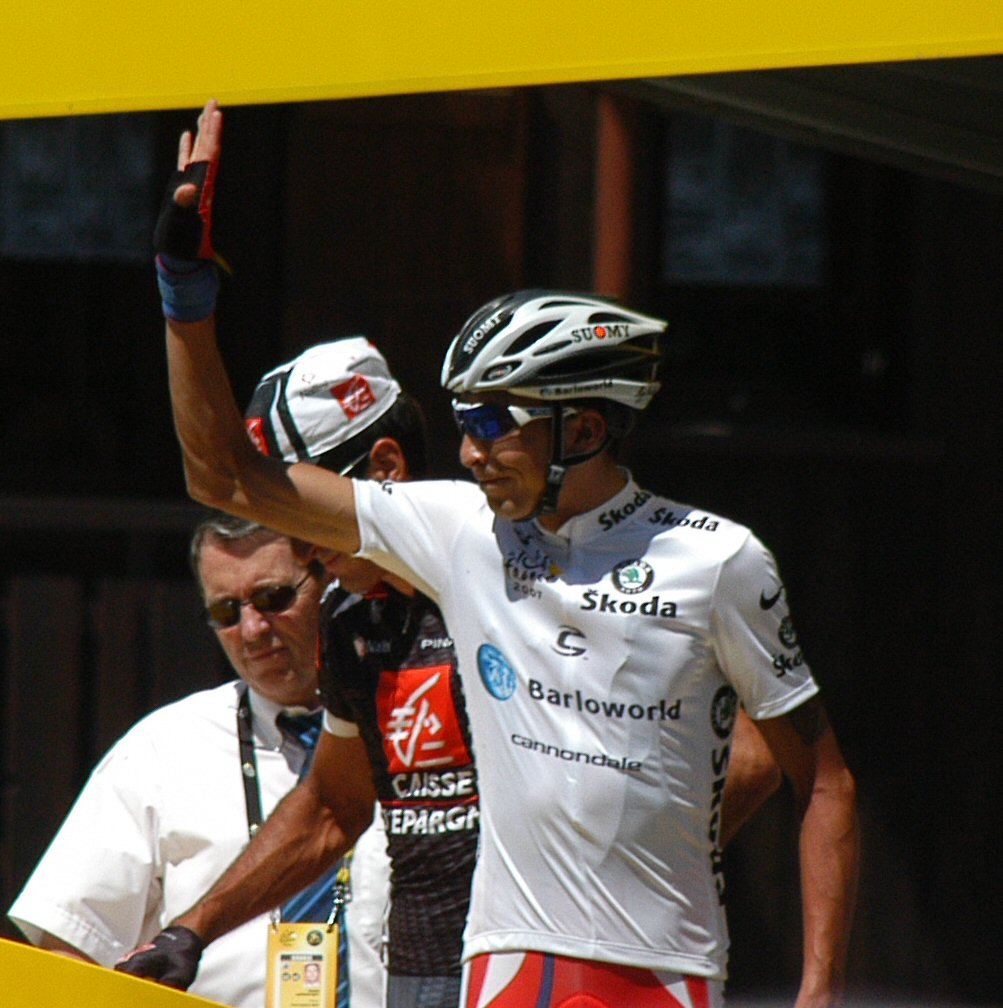
Mauricio Soler.

## Idrott
Cykelsporten är mycket populär i Colombia. De branta bergvägarna är idealiska för träning för cyklister som vill deltaga i internationella tävlingar såsom Tour de France som också devis går över bergiga vägar. År 2007 utnämndes Mauricio Soler till King of the Mountains. I Colombia finns Vuelta a Colombia, ett årligen återkommande cykellopp som är 1233 km långt.